# Liste der Baudenkmäler in Marloffstein
Auf dieser Seite sind die Baudenkmäler in der mittelfränkischen Gemeinde Marloffstein zusammengestellt. Diese Tabelle ist eine Teilliste der Liste der Baudenkmäler in Bayern. Grundlage ist die Bayerische Denkmalliste, die auf Basis des Bayerischen Denkmalschutzgesetzes vom 1. Oktober 1973 erstmals erstellt wurde und seither durch das Bayerische Landesamt für Denkmalpflege geführt wird. Die folgenden Angaben ersetzen nicht die rechtsverbindliche Auskunft der Denkmalschutzbehörde.
 Diese Liste gibt den Fortschreibungsstand vom 18. Dezember 2023 wieder und enthält 28 Baudenkmäler.

## Ensembles

### Ensemble Schloss Rathsberg mit Umgebung

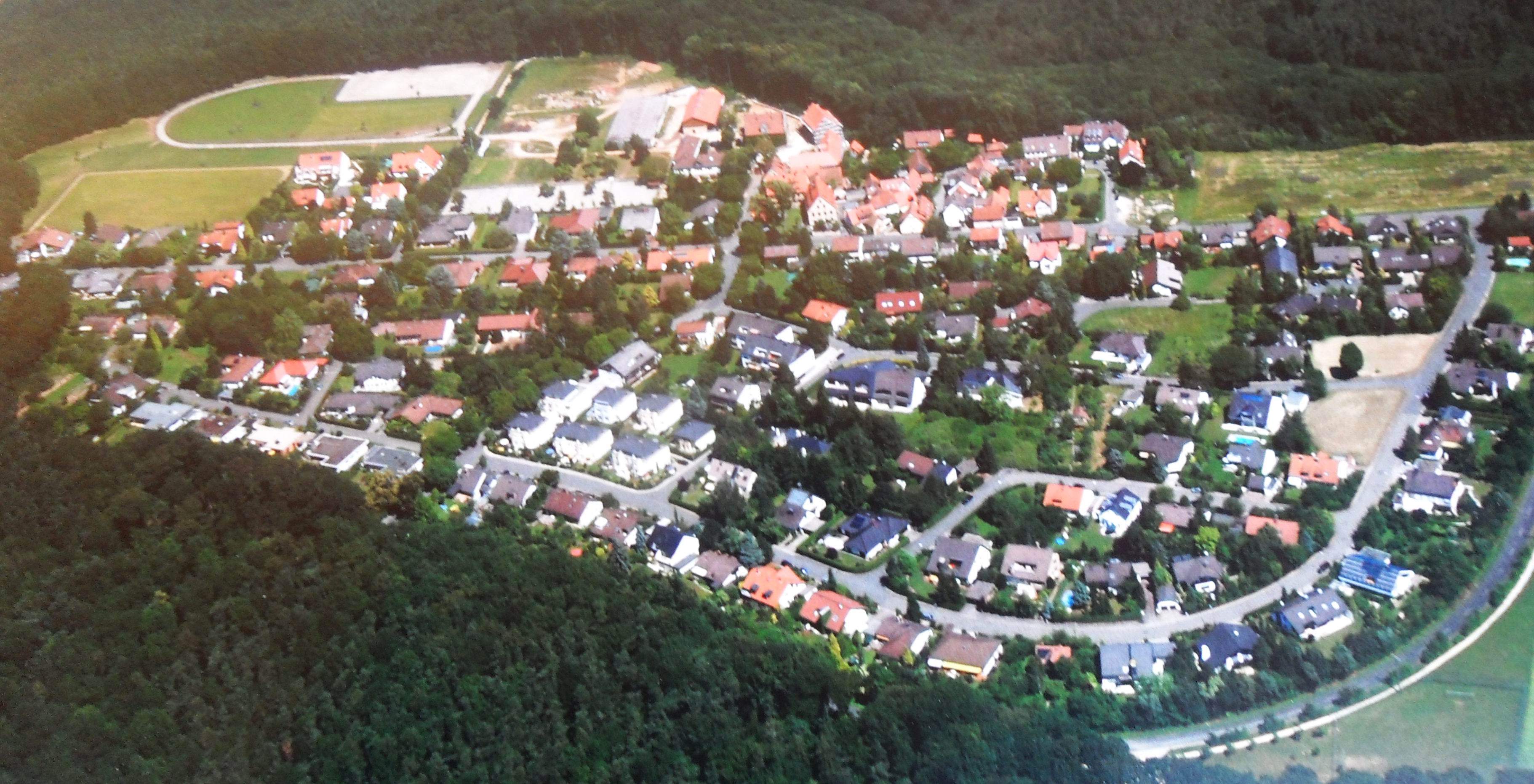

Das Ensemble umfasst das Schloss Rathsberg mit ehemaligem Schlossgarten und die zugehörigen bäuerlichen Anwesen in der in der Uraufnahme aus dem Jahr 1821 verzeichneten Flächenausdehnung. Rathsberg, im Spätmittelalter ein Hof patrizischen Besitzes, erhielt 1622 ein Schloss, das mit dem zugehörigen Garten im Westen des Ortes liegt. Östlich des Schlossbereiches schließt sich eine Gruppe von Kleinhäusern und Kleinbauernstellen an, in der baulichen Substanz vornehmlich aus dem 18. und 19. Jahrhundert. Im frühen 19. Jahrhundert entstand, gefördert durch die Nähe der Universitätsstadt, ein kleiner Luftkurbetrieb, wofür schon bald ein eigenes Kurhaus errichtet wurde. Außerdem war der Schlossweiler das Ziel studentischer Ausflüge, was 1898 zum Bau eines eigenen Tanzsaals führte. Die Neubauten 11 und 12 a stören das Ensemble. Aktennummer: E-5-72-141-2.

### Ensemble Weiler Atzelsberg

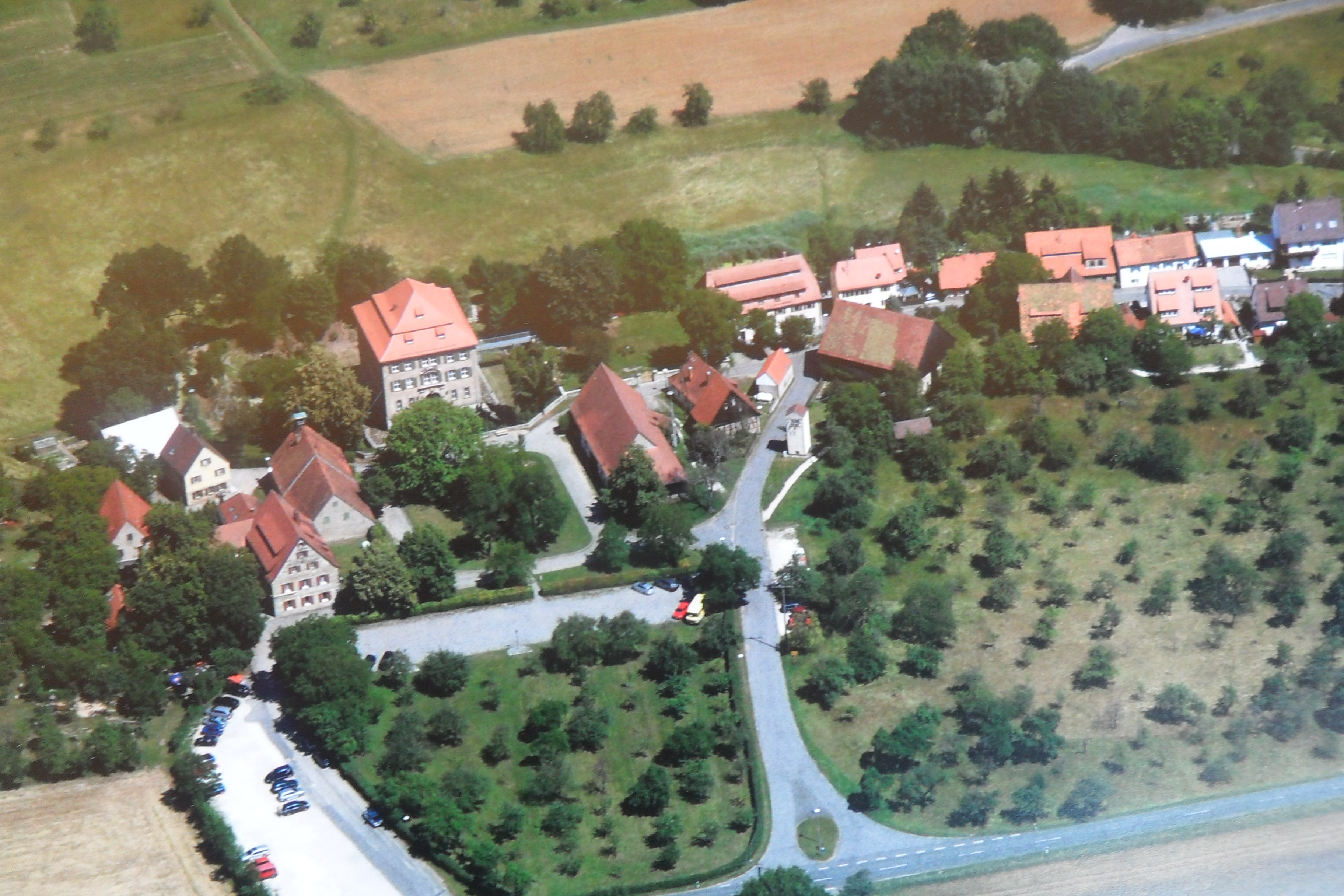

Das Ensemble umfasst den 1332 erstmals erwähnten Weiler Atzelsberg mit Schloss, zugehörigen Ökonomiegebäuden, Kleinbauernanwesen und umgebenden Grünflächen. An den ab 1705 durch Conradt von Seutter neu erbauten Ansitz mit Schlossgarten schließt sich ostwärts eine kurze und dichte Reihe von kleinen Bauernanwesen in traufseitiger Folge zumeist aus dem 19. Jahrhundert an, deren einfache Bauweise die Zuordnung zur Schlossherrschaft erkennen lässt. Dem Schloss südwestlich vorgelagert befindet sich der zugehörige Schlossgasthof, ein stattlicher Sandsteinquaderneubau aus dem zweiten Viertel des 19. Jahrhunderts. Aktennummer: E-5-72-141-1.

## Baudenkmäler nach Ortsteilen

### Marloffstein
| Lage                                                        | Objekt                                          | Beschreibung | Akten-Nr.     | Bild           |
| ----------------------------------------------------------- | ----------------------------------------------- | --- | ------------- | -------------- |
| Am Alten Brunnen (Standort)                                 | Ziehbrunnen                                     | irunder Steintrog mit zwei Steinsäulen und Walmdach, über rundem Stufenfundament, bezeichnet „1730“ | D-5-72-141-23 | Ziehbrunnen    |
| An der Steinernen Brücke, Auf der Höh (Standort)            | Grabstein, sogenannter Franzosenstein           | liegender Sandstein mit Kreuzrelief, frühneuzeitlich | D-5-72-141-6  | weitere Bilder |
| Atzelsberger Straße 1 (Standort)                            | Katholische Filialkirche St. Jakobus der Ältere | Romanisierende Chorturmanlage, Sandsteinquaderbau, Langhaus mit Satteldach, gedrungener Rechteckturm mit Pyramidendach, 1812/13 anstelle der profanierten Schlosskapelle mit Ausstattung                                                                                                   | D-5-72-141-1  | weitere Bilder |
| Erenbach, Au der Höh (Standort)                             | Feldaltar                                       | reich gegliederte Sandsteinstele mit Pfeilern, Säulen und kräftig profiliertem Giebelaufsatz, Bronzerelief der Heiligen Dreifaltigkeit, bez. 1787 | D-5-72-141-5  | weitere Bilder |
| Erenbach; Hauptstraße; an der Straße nach Adlitz (Standort) | Flurkreuz                                       | Steinkruzifix mit weißem Korpus, Sockel und Postament mit Inschriften, um 1918, in Erinnerung an einen Gefallenen des Ersten Weltkrieges | D-5-72-141-25 | weitere Bilder |
| Nähe Friedhofweg; Nähe Hauptstraße (Standort)               | Friedhofskapelle                                | kleiner Massivbau mit Satteldach und dreiseitigem Abschluss, frühes 19. Jh., mit Ausstattung | D-5-72-141-24 | BW             |
| Hauptstraße 4 (Standort)                                    | Ehemaliges Schloss                              | Zweigeschossiger, mehrfach gewinkelter Walmdachbau mit kurzen Seitenflügeln, flachem Dreiecksgiebel und Balkon, im Hof Erdgeschossarkaden, errichtet 1691-95 über einer Burg des 11./12. Jh., vereinfacht und reduziert 1. Viertel 19. Jh., Dachwerke und Inneres nach Brand erneuert 1932 | D-5-72-141-2  | weitere Bilder |
| Hauptstraße 4 (Standort)                                    | Umfassungs- und Stützmauern                     | Natursteinmauerwerk, 17./18. Jh. | D-5-72-141-2  | BW             |
| Hauptstraße 4 (Standort)                                    | Brunnen                                         | runde Einfassung aus Sandsteinquadern, 17./18. Jh. | D-5-72-141-2  | BW             |
| Hauptstraße 14 (Standort)                                   | Bauernhof: Wohnhaus                             | zweigeschossiger giebelständiger Sandsteinquaderbau mit Satteldach, nach 1826 | D-5-72-141-3  | weitere Bilder |
| Hauptstraße 14 (Standort)                                   | Bauernhof: Nebengebäude                         | Remise und Stall, Sandsteinquaderbau mit Frackdach und hofseitigem Fachwerkobergeschoss, gleichzeitig | D-5-72-141-3  | BW             |
| Nähe Hauptstraße (Standort)                                 | Kriegerdenkmal für die Gefallenen 1914-18       | Postament mit Halbfigur eines betenden Soldaten, Sandstein, vor gerundeter Sandsteinquadermauer, bez. 1925 | D-5-72-141-26 | BW             |
| Steingasse; am Steinig (Standort)                           | Feldaltar                                       | Sandsteinquaderstele mit profilierten Deckplatten und Bronzerelief einer Pietà, 18./frühes 19. Jh. | D-5-72-141-4  | weitere Bilder |

### Adlitz
| Lage                 | Objekt             | Beschreibung | Akten-Nr.    | Bild           |
| -------------------- | ------------------ | --- | ------------ | -------------- |
| Adlitz 1 (Standort)  | Ehemaliges Schloss | turmartiger, dreigeschossiger Sandsteinquaderbau über quadratischem Grundriss, mit Walmdach und hofseitigem achteckigem Treppenturm mit Spitzhelm, spätes 15./frühes 16. Jh., nach zweimaliger Zerstörung erneuert 1718 und 1790 | D-5-72-141-7 | weitere Bilder |
| Adlitz 1 (Standort)  | Toreinfahrt        | barocke Sandsteintorpfosten, 18. Jh. | D-5-72-141-7 | BW             |
| Adlitz 17 (Standort) | Kleinhaus          | eingeschossiger traufständiger Sandsteinquaderbau mit Satteldach, spätes 19. Jahrhundert | D-5-72-141-8 | BW             |

### Atzelsberg
| Lage                    | Objekt                              | Beschreibung | Akten-Nr.     | Bild                            |
| ----------------------- | ----------------------------------- | --- | ------------- | ------------------------------- |
| Atzelsberg 2 (Standort) | Ehemaliges Schloss                  | freistehender, ehemals von einem Graben umgebener dreigeschossiger Sandsteinquaderbau mit Mansardwalmdach, für Conradt von Seutter, 1705 | D-5-72-141-9  | weitere Bilder                  |
| Atzelsberg 2 (Standort) | Scheune                             | Satteldachbau, Sandsteinquader und Fachwerk, 1700 (dendro.dat.), Stalleinbau 1775 (dendro.dat.); südöstlich des Schlosses                | D-5-72-141-9  | BW                              |
| Atzelsberg 2 (Standort) | Ehemaliges Wohnstallhaus            | eingeschossiger Sandsteinquaderbau mit Satteldach, um 1885; südwestlich des Schlosses                                                    | D-5-72-141-9  | BW                              |
| Atzelsberg 1 (Standort) | Schlosspark                         | Gartenanlage, 18. Jh. | D-5-72-141-9  | BW                              |
| Atzelsberg 2 (Standort) | Ummauerung                          | Sandsteinquadermauer, 18. Jh. | D-5-72-141-9  | BW                              |
| Atzelsberg 4 (Standort) | Ehemaliges Gasthaus Zum Schloss     | zweigeschossiger Sandsteinquaderbau mit Satteldach, Mitte 19. Jahrhundert                                                                | D-5-72-141-10 | Ehemaliges Gasthaus Zum Schloss |
| n Atzelsberg (Standort) | Scheune                             | verputzter Satteldachbau, 2. Viertel 19. Jh.                                                                                             | D-5-72-141-10 | BW                              |
| Atzelsberg 5 (Standort) | Kleinbauernhof: Wohnhaus            | eingeschossiger Satteldachbau, erste Hälfte 19. Jahrhundert                                                                              | D-5-72-141-11 | BW                              |
| Atzelsberg 5 (Standort) | Kleinbauernhof: Scheune             | Fachwerkbau mit Satteldach, 18. Jahrhundert                                                                                              | D-5-72-141-11 | BW                              |
| Atzelsberg 5 (Standort) | Kleinbauernhof: Holzlege            | frühes 19. Jahrhundert | D-5-72-141-11 | BW                              |
| Atzelsberg 6 (Standort) | Ehemals Verwalterhaus des Schlosses | Zweigeschossiger traufständiger Halbwalmdachbau, im Kern wohl nach 1632                                                                  | D-5-72-141-12 | BW                              |
| Atzelsberg 6 (Standort) | Brunnen                             | Sandstein, 18. Jahrhundert | D-5-72-141-12 | BW                              |
| Atzelsberg 8 (Standort) | Kleinhaus                           | eingeschossiger traufständiger Sandsteinquaderbau mit Satteldach, 1. Hälfte 19. Jahrhundert                                              | D-5-72-141-13 | BW                              |
| Atzelsberg 9 (Standort) | Wohnstallhaus                       | eingeschossiger traufständiger Sandsteinquaderbau mit Satteldach, 1. Hälfte 19. Jahrhundert                                              | D-5-72-141-14 | BW                              |
| Atzelsberg 9 (Standort) | Scheune mit Remise                  | Fachwerkbau mit Steilsatteldach, 1. Hälfte 19. Jahrhundert                                                                               | D-5-72-141-14 | BW                              |

### Rathsberg
| Lage                        | Objekt                          | Beschreibung | Akten-Nr.     | Bild                     |
| --------------------------- | ------------------------------- | --- | ------------- | ------------------------ |
| Am Rundblick 9 (Standort)   | Scheune                         | Fachwerkbau mit Satteldach und Aufzugsgaube, 18. Jahrhundert                                                                                        | D-5-72-141-16 | BW                       |
| Am Rundblick 10 (Standort)  | Bauernhaus                      | Eingeschossiger traufständiger Massivbau mit asymmetrischen Satteldach, über unregelmäßigem Grundriss, erste Hälfte 19. Jahrhundert                 | D-5-72-141-17 | BW                       |
| Am Rundblick 13 (Standort)  | Wohnstallhaus                   | eingeschossiger Sandsteinquaderbau mit Satteldach, 1838                                                                                             | D-5-72-141-15 | BW                       |
| Am Rundblick 13 (Standort)  | Brunnen                         | historisierend ornamentierte Gußeisensäule, Ende 19. Jahrhundert                                                                                    | D-5-72-141-15 | BW                       |
| Am Rundblick 16 (Standort)  | Wohnhaus                        | zweigeschossiger traufständiger Satteldachbau mit Fachwerkobergeschoss, Scheunenanbau, eingeschossiger Fachwerkbau mit Steilsatteldach, 18. Jh.     | D-5-72-141-18 | BW                       |
| Am Rundblick 16a (Standort) | Tanzsaal                        | eingeschossiger Fachwerkbau mit flachem Walmdach und Walmdachaufbau, Dachreiter mit Pyramidendach, 1898                                             | D-5-72-141-18 | BW                       |
| Schloßweg 1 (Standort)      | Schlossanlage: Haupthaus        | zweigeschossiger Sandsteinquaderbau mit Satteldach, Schweifgiebeln und Zwerchhaus, bezeichnet mit „1622“, Umbau um 1700 und 1869                    | D-5-72-141-20 | Schlossanlage: Haupthaus |
| Schloßweg 3 (Standort)      | Schlossanlage: Nebengebäude     | L-förmiger, erdgeschossiger Satteldachbau, 1702 | D-5-72-141-20 | BW                       |
| Schloßweg 1 (Standort)      | Schlossanlage: Nebengebäude     | zweigeschossiger Satteldachbau mit kreuzgratgewölbtem Keller, 170                                                                                   | D-5-72-141-20 | BW                       |
| Schloßweg 1 (Standort)      | Schlossanlage: Nebengebäude     | zweigeschossiger Satteldachbau mit kreuzgratgewölbtem Keller, 170                                                                                   | D-5-72-141-20 | BW                       |
| Schloßweg 1 (Standort)      | Schlossanlage:Schlossmauer      | Sandsteinquadermauer mit Abdeckplatten und korbbogigen Zufahrtstor aus bossiertem Sandsteinen mit gesprengtem Dreiecksgiebel, bezeichnet mit „1702“ | D-5-72-141-20 | BW                       |
| Schloßweg 1 (Standort)      | Schlossanlage:Gartenanlage      | | D-5-72-141-20 | BW                       |
| Schloßweg 23 (Standort)     | Ehemals Kurhaus, jetzt Wohnhaus | zweigeschossiger giebelständiger Sandsteinquaderbau mit Satteldach, 1. Hälfte 19. Jh.                                                               | D-5-72-141-19 | BW                       |

### Wunderburg
| Lage                       | Objekt                         | Beschreibung                                                                                            | Akten-Nr.     | Bild |
| -------------------------- | ------------------------------ | --- | ------------- | ---- |
| Nähe Wunderburg (Standort) | Feldaltar                      | Sandsteinquaderwand mit Kugelaufsätzen, davor von zwei Säulen flankierter Altartisch, 17. Jahrhundert   | D-5-72-141-22 | BW   |
| Wunderburg 1 (Standort)    | Gutshof, sogenannte Wunderburg | Zweigeschossiger Sandsteinquaderbau mit Fachwerkgiebel, Halbwalmdach und Schleppgauben, 18. Jahrhundert | D-5-72-141-21 | BW   |
| Wunderburg 2 (Standort)    | Wirtschaftsgebäude             | langgestreckter Sandsteinquaderbau mit Steilsatteldach, zweite Hälfte 19. Jahrhundert                   | D-5-72-141-21 | BW   |